# Joaquim Floriano do Espírito Santo
Joaquim Floriano do Espírito Santo (Rio de Janeiro, 9 de janeiro de 1866 — Tibagi, 21 de julho de 1907) foi um político brasileiro. Foi um agrimensor, fazendeiro e deputado estadual.

## Biografia
Filho de Julião Floriano do Espírito Santo e Leopoldina Carolina da Glória Esteves do Espírito Santo. Casou-se com Juliana Grein do Espírito Santo.
Ficou conhecido por ser um dos principais líderes de oposição ao coronel Telêmaco Augusto Enéas Morosini Borba. Em 1900 Espírito Santo elegeu-se deputado estadual e elegeu-se prefeito de Tibagi em 1905.
Joaquim Floriano morreu assassinado a tiros na noite do dia 21 de julho de 1907, e não se sabe qual foi o verdadeiro motivo desse crime, se foi por questões políticas ou um crime passional.